# 嘉義市公共自行車租賃系統
嘉義市公共自行車租賃系統是臺灣嘉義市的公共自行車租賃系統，由嘉義市政府交通處負責提案，YouBike微笑單車負責建置和營運，是全臺第十座啟用YouBike系統、第三座啟用YouBike 2.0、首座啟用YouBike 2.0E電輔車的區域，YouBike 2.0系統於2020年11月底前建置站點，12月15日中午12點正式營運。

## 設置背景
為減少移動污染源對空氣品質之影響，並解決交通壅塞、違規、事故、車位不足、私有運具安全性低等混亂現象，建置公共運輸系統及其接駁轉乘系統為推動低碳運輸作法之一，但因各城市地形、地理環境條件、人口、交通工具使用習慣不同，致使公共運輸系統規劃、自行車租賃系統建置因城市而不同。
嘉義市轄內公共運輸系統包含鐵路（含阿里山森林鐵路）、公車(包含嘉義BRT、嘉義市公車、嘉義縣市區公車、一般公路客運)，為提供公共運輸接駁，嘉義市自2011年1月14日即由嘉義市政府環境保護局於嘉義車站提供10輛自行車免費供民眾借用。而嘉義市政府交通觀光處於2011年10月左右與停車場業者結合，於中正公園地下停車場提供10輛自行車供免費借用。

## 歷史
- 2014年8月13日，嘉義市政府交通觀光處宣布中華民國運輸學會取得「嘉義市公共自行車租賃系統建置及營運管理評估案」招標，負責進行自行車租賃系統建置先期評估，評估嘉義市設置自行車租賃系統之可行性。
- 2015年2月5日，嘉義市議會審查「公共自行車租賃系統建置」新臺幣三千萬元預算，先前刪減至只剩新臺幣一百多萬元的規劃費，結果迄今未看到規劃報告，卻又重提新臺幣三千萬元預算，預算予以全數刪除，議員指基礎設施還沒做好，有如「路還沒鋪好就先買車」，建議等6月份規劃報告出來再編列入明年度預算[5][6]。
- 2015年6月10日，嘉義市現有七條自行車道皆屬於健康體育休閒自行車道，市府預計規劃通學、通勤自行車道，即日起至6月20日開設「i-IDEA」問卷網頁，邀請民眾上網填寫，提供路線需求及自行車道規劃意見[7] 。
- 2015年11月30日，原嘉義市政府環境保護局於嘉義車站及嘉義轉運站所設置「嘉義市公用自行車」，因嘉義市政府交通觀光處與台灣城市動力公司辦理「公共電動二輪車暨自行車租賃計畫」，該場地將進行建設而服務終止。
- 2016年2月3日，臺灣第一個公共電動機車租賃系統「嘉義市公共電動二輪車租賃系統」（eBike）正式營運，由嘉義市政府出租公有土地、台灣城市動力股份有限公司負責出資營運，在嘉義市設有11個站點（東區7個、西區4個[8]）
- 2019年2月18日，因行政院環保署所補助支持的電池交換櫃使用已久，性能亦多衰減，已無法提供民眾最佳服務，加上台灣城市動力公司違反契約內容，經過嘉義市政府多次行文追討未果後，最後嘉義市政府決定與台灣城市動力公司解約
- 2019年4月8日，嘉義市公共電動二輪車租賃系統停止營運，未來計畫以全電動公車路線及引進微笑單車系統（YouBike）來取代原有租賃系統的公共運輸功能[9]。
- 2020年11月2日，嘉義市政府宣佈確定與微笑單車合作建立「嘉義市公共自行車租賃系統」，採用YouBike2.0系統，於12月15日開始營運，預計2021年農曆年前設置50個站點、500輛車，4月底前達100個站點及750輛公共自行車。[10][11]
- 2021年12月1日，YouBike 2.0E電輔車正式營運，提供150輛YouBike 2.0E電輔車。[12]
- 2022年1月2日，Youbike 2.0 騎乘租賃次數突破100萬。[13]
- 2024年7月3日起，嘉義市、嘉義縣、臺南市、高雄市與屏東縣跨區租還Youbike免收調度費。

## 營運時間
- 租賃系統營運時間：24小時
- 服務中心地址：嘉義市中正路728號
- 服務中心營運時間：週二－週日 10:00－19:00，週一不對外營業，國定假日及特殊活動調整服務時間。

## 租賃方式

### eBike時期
eBike採用24小時開放的無人管理自助式服務，每個站點設有自動服務機（Kiosk），使用者可利用服務機申請加入會員、付費和租賃電動車。
會員申請
會員申請可在eBike網站或自動服務機完成。租賃站點的自動服務機都裝有悠遊卡感應設備，可直接持已經註冊的悠游卡到自動服務機感應卡片後取車。惟電動機車與電動自行車皆須年滿16歲才可註冊使用，未滿18歲者須家長同意授權書，且須通過道路安全考試，滿18歲者至任一租賃站或營運中心上傳駕照，完成認證登錄且配戴安全帽可租賃電動機車。
費用
電動自行車基本費用（10分鐘內）為10元，超過10分鐘後每分鐘1元，上限為350元。
電動機車基本費用為15元，超過10分鐘後每分鐘1.5元，上限為400元。
無論是電動自行車亦或電動機車，電池交換不限次數一律免費。

### YouBike時期
- 採用無人管理自助式服務，可甲地租乙地還，各站皆可使用電子票證、YouBike 2.0官方App（需綁定信用卡）進行靠卡或掃碼租賃。
- 每個會員帳號最多可以綁定5張卡（一卡通、悠遊卡及信用卡）。
- 一張卡片最多可租借1輛腳踏車。
- 使用電子票證租借時，卡片儲值餘額需≧0元才可租借使用。

## 租賃費率
- YouBike微笑單車採用累進費率。2020年12月15日至2025年12月31日前30分鐘免費騎乘。[15][16]未滿4小時每30分鐘新臺幣10元，4至8小時為每30分鐘20元，超過8小時為每30分鐘40元，使用未滿30分鐘以30分鐘計算。

- 如跨區借還自行車，將酌收跨區調度費：
  - 嘉義市騎至臺北市/新北市/桃園市歸還，或臺北市/新北市/桃園市騎至嘉義市歸還，需酌收調度費用新台幣910元。（YouBike2.0系統）
  - 嘉義市騎至新竹縣/新竹市/竹科/苗栗縣/臺中市歸還，或新竹縣/新竹市/竹科/苗栗縣/臺中市騎至嘉義市歸還，需酌收調度費用新台幣660元。（YouBike2.0系統）
  - 嘉義市騎至嘉義縣、臺南市、高雄市、屏東縣歸還，或嘉義縣、臺南市、高雄市、屏東縣騎至嘉義市歸還免收調度費。

## 租賃站分布
截至2025年8月1日，共設有203個租賃站點，設點的行政區包括東區（104站）、西區（99站）。

## 外部連結
- E-bike專區 （页面存档备份，存于）
- 嘉義市微笑單車 （页面存档备份，存于）
- 嘉義市政府交通處（页面存档备份，存于）
- YouBike嘉義粉絲團的Facebook專頁
- 嘉義市政府交通處的Facebook專頁